# 閣道增二
仙后座ξ，又名BD+49 164，HD 3901、SAO 21637、HR 179，是仙后座的一颗恒星，视星等为4.8，位于銀經121.41，銀緯-12.33，其B1900.0坐标为赤經0h 36m 29s，赤緯+49° -12.33′ 51″。